# Скордоля
Скордоля (рум. scordolea, грец. Σκορδαλιά) — соус з волоських горіхів з часником, поширений у Молдові та Румунії.
Готується з товчених горіхів і перетертого часнику, до яких додається розмочений у воді і віджатий м'якуш білого хліба. Отримана маса розтирається в емальованому посуді, куди поступово додається олія. Після загустіння туди вливають лимонний сік або виноградний оцет і знову перемішують. Скордолю можна подавати як соус, якщо вона дуже густа, а можна і як підливу, розбавивши її бульйоном. Скордоля чудово смакує з відвареним м'ясом, раками та овочами. Іноді її їдять як салат зі свіжими огірками.